# Gazela obecná
Gazela obecná (Gazella gazella), známá též pod názvy horská nebo edmi, je druh gazely široce, ale ostrůvkovitě obývající hory, podhůří a pobřežní pláně na Arabském poloostrově. Je méně přizpůsobivá životu v horkých a suchých oblastech než její příbuzná gazela dorkas (G. dorcas), která ji zřejmě během pozdního období holocénu z těchto krajin vytlačila.

## Popis
Je to středně velký turovitý sudokopytník. Samci dosahují hmotnosti 17 až 29,5 kg, samice jsou výrazně menší a dosahují hmotnosti mezi 16–25 kg. Srst je světle až čokoládově hnědá s bílým hrdlem a břišní částí těla. Končetiny jsou zvláště dlouhé, zadní delší než přední. Na hlavě se táhne od rohů k čenichu tmavší pruh. Ocas je tmavý, hrdlo a ušní boltce dlouhé. Rohy mají obě pohlaví, samci výrazně větší a silnější.

## Chování
Aktivní je přes den, kdy si hledá potravu, kterou tvoří převážně části akácií, listy a nejrůznější traviny. Samice žijí v několikačlenných skupinách, které se potulují po teritoriích dospělých samců, kteří si je značí trusem a močí. Nedospělí samci žijí v mládeneckých skupinách, které se v období rozmnožování rozpadají. Dospělí samci jsou vysoce územní a svádí mezi sebou časté souboje, které bývají méně násilné, pokud se odehrávají mezi dospělými samci a ne mezi dospělým a nezralým samcem.
Je to velice rychlé zvíře, které dokáže při útěku před predátorem (šakalem, leopardem, gepardem) vyvinout na delší vzdálenosti rychlost větší jak 80 km/h. Má také skvěle vyvinutý sluch a čich.
Samice se páří s několika samci a po 180 dnech březosti rodí jediné mládě. Mohou se zpravidla rozmnožovat po celý rok, ale nejvíce mláďat se rodí mezi dubnem a květnem.
V přírodě se může gazela obecná dožít 8 let, v zajetí 12 až 15 let.

## Poddruhy
Rozeznáváme 5 poddruhů:
- Gazella gazella gazella (Pallas, 1776) – dříve se hojně vyskytoval v severní části Arabského poloostrova od Sinajského poloostrova až po jižní Sýrii. V současnosti obývá pouze Izrael a zřejmě i Libanon. V Červeném seznamu IUCN je zařazen do kategorie ohrožených poddruhů.[4]
- Gazella gazella muscatensis Brooke, 1874 – obývá pouze pobřeží Ománu, severně od Muskatu. V Červeném seznamu IUCN je zařazen do kategorie kriticky ohrožených poddruhů.[5]
- Gazella gazella cora (C.H.Smith, 1827) – obývající Saúdskou Arábii a Omán. V Červeném seznamu IUCN je zařazen do kategorie zranitelných poddruhů.[6]
- Gazella gazella acaciae Mendelssohn, Groves and Shalmon, 1997 – obývající malé území jižní Aravy, rezervaci Chaj bar u Jotvaty. V Červeném seznamu IUCN je zařazen do kategorie kriticky ohrožených poddruhů.[7]
- Gazella gazella farasani Thoulless and Al Basari, 1991 – obývá čtyři ostrovy v Rudém moři: Farasan Kebir, Segid, Zifaf a Qummah. V Červeném seznamu IUCN je zařazen do kategorie zranitelných poddruhů.[8]